# عبد العزيز العثمان
عبد العزيز جمال العثمان، لاعب كرة قدم سعودي ، يلعب في نادي القادسية.